# Paul Hegenbart

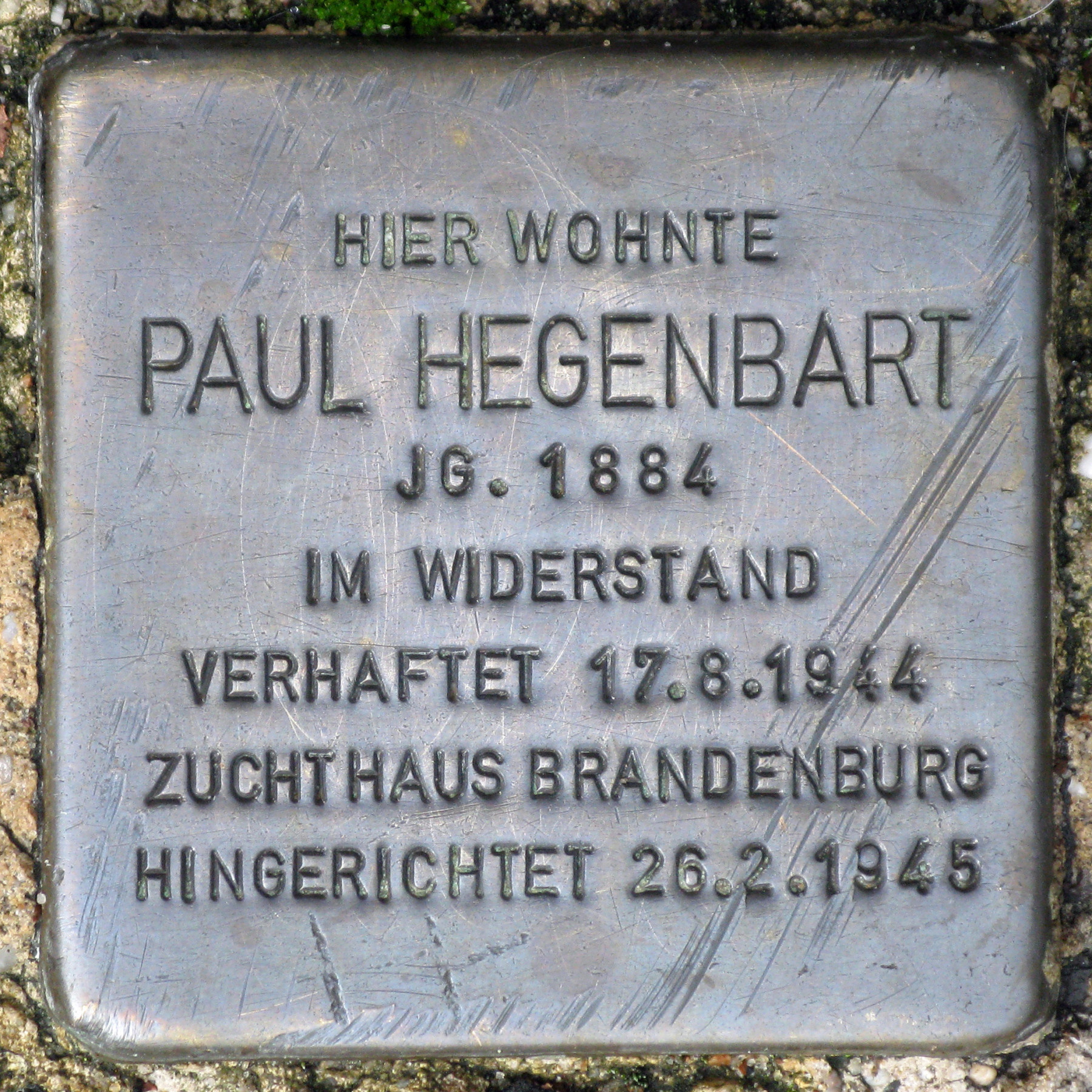
Stolperstein, Legiendamm 4, in Berlin-Mitte

Paul Hegenbart (* 1. September 1884 in Anklam, Pommern; † 26. Februar 1945 im Zuchthaus Brandenburg-Görden) war ein Widerstandskämpfer gegen den Nationalsozialismus. Er gehörte zum Arbeiterwiderstand und war Mitglied der Saefkow-Jacob-Bästlein-Organisation in Berlin.

## Leben
Hegenbart arbeitete als Tapezierer und Sattler in Berlin-Kreuzberg und gehörte seit 1903 dem Sattler-, Tapezierer- u. Portefeuiller-Verband an. 1905 trat er der SPD bei und war ab 1923 Mitglied der KPD. Nach seiner Rückkehr aus dem Ersten Weltkrieg wurde er zum Branchenleiter des Sattler- und Tapezierer-Verbandes gewählt und nahm an Tarif- und Schlichtungskommissions-Verhandlungen teil. Ab 1930 war er Redakteur der Zeitung „Roter Lederarbeiter“ und Leiter des Bezirksausschusses der IG Leder der Gewerkschaftsopposition. Nach 1933 war er mehrmals in politischer Haft. 1935/36 arbeitete er als Leiter einer Widerstandsgruppe in Berlin-Lichtenberg. Er wurde im September 1939 wegen Führerbeleidigung verhaftet.
Seit Frühjahr 1944 gehörte er der Saefkow-Jacob-Bästlein-Organisation unter dem Decknamen Paul an. Er beteiligte sich am Aufbau der illegalen Fachgruppe Sattler und Tapezierer und spendete Geld und Lebensmittel für illegal lebende Antifaschisten. Er diskutierte mit Handwerkern über die Programme und die Ziele der Organisation und verbreitete illegale Flugschriften wie „Wo bleibt der gesunde Menschenverstand?“. Gemeinsam mit seiner Frau klebte Paul Hegenbart in der Nähe der Jannowitzbrücke antifaschistische Losungen, die sie aus Zeitungsbuchstaben fertigten. Am 17. August 1944 wurde er verhaftet, angeklagt und am 18. Januar 1945 vom nationalsozialistischen Volksgerichtshof zum Tode verurteilt. Der 60-jährige Paul Hegenbart wurde am 26. Februar 1945 im Zuchthaus Brandenburg-Görden hingerichtet. Nach der Hinrichtung wurde sein Leichnam im Krematorium Brandenburg verbrannt. 

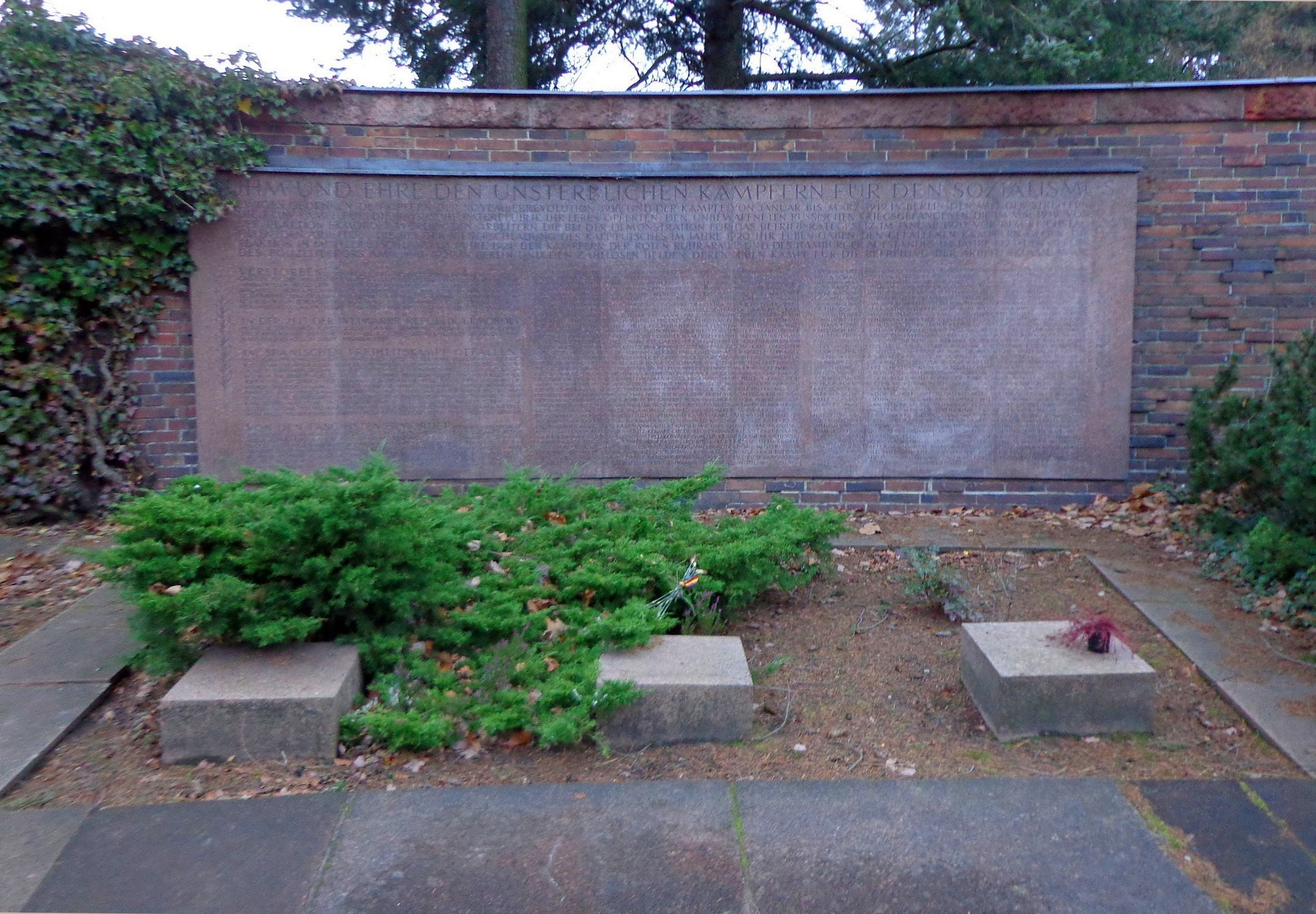
Gedenkstätte der Sozialisten, Porphyr-Gedenktafel an der Ringmauer mit Urnensammelgrab

Im Jahr 1946 wurden zahlreiche Urnen mit der Asche von in der Zeit des Nationalsozialismus hingerichteten Widerstandskämpfern aus den damaligen Berliner Bezirken Lichtenberg, Kreuzberg und Prenzlauer Berg auf den Zentralfriedhof Friedrichsfelde überführt, von denen besonders viele im Zuchthaus Brandenburg-Görden enthauptet worden waren. Ihre sterblichen Überreste fanden schließlich in der 1951 eingeweihten Gedenkstätte der Sozialisten  (Urnensammelgrab bei der großen Porphyr-Gedenktafel auf der rechten Seite der Ringmauer) ihren endgültigen Platz. Neben Paul Hegenbart  erhielten auf diese Weise auch viele andere Widerstandskämpfer  eine würdige Grabstätte und einen Gedenkort.

## Ehrungen
An ihn erinnert ein Stolperstein, der im November 2008 in Berlin-Mitte, Legiendamm 4, in den Bürgersteig eingelassen wurde.